# Mangora unam
Mangora unam là một loài nhện trong họ Araneidae.
Loài này thuộc chi Mangora. Mangora unam được Herbert Walter Levi miêu tả năm 2007.